# Biały Bór
Biały Bór là một thị trấn thuộc huyện Szczecinecki, tỉnh Zachodniopomorskie ở tây-bắc Ba Lan. Thị trấn có diện tích 13 km². Đến ngày 1 tháng 1 năm 2011, dân số của thị trấn là 2219 người và mật độ 173 người/km².